# 索非娅·什琴希涅夫斯卡
索非娅·什琴希涅夫斯卡（波蘭語：Zofia Szczęśniewska，1943年8月31日—1988年12月2日），波兰女子排球运动员。她曾代表波兰国家队参加1964年和1968年夏季奥林匹克运动会排球比赛，获得二枚铜牌。